# Combretaceae
Combretaceae (R. Br., 1810) è una famiglia di piante appartenente all'ordine Myrtales. Questo taxon è a sua volta suddiviso in oltre 500 specie, ripartire fra 11 generi.

## Descrizione
La famiglia comprende specie sempreverdi con portamento arboreo, arbustivo o rampicante.

## Distribuzione e habitat
Le specie di questa famiglia sono diffuse nella fascia tropicale e subtropicale di America, Africa, Asia e Australia.

Tre generi, Conocarpus, Laguncularia e Lumnitzera, crescono nelle mangrovie.

## Tassonomia

### Generi
All'interno della famiglia delle Combretaceae sono inclusi i seguenti generi:
- Combretum Loefl.
- Conocarpus L.
- Dansiea Byrnes
- Getonia Roxburgh
- Guiera Adans. ex Juss.
- Laguncularia C.F.Gaertn.
- Lumnitzera Willd.
- Macropteranthes F.Muell. ex Benth.
- Meiostemon Exell & Stace
- Strephonema Hook.f.
- Terminalia L.

### Alcune specie

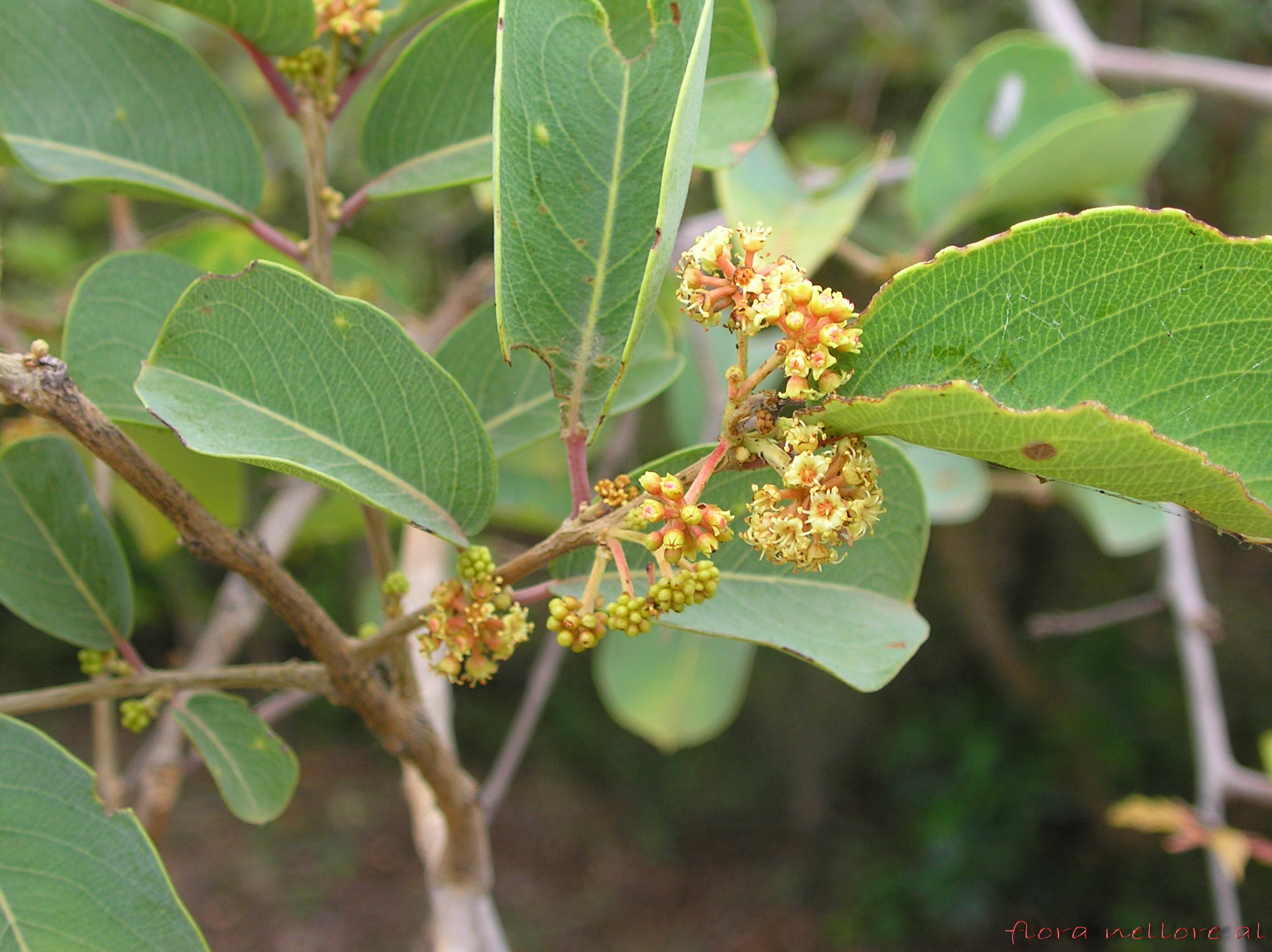
Anogeissus latifolia
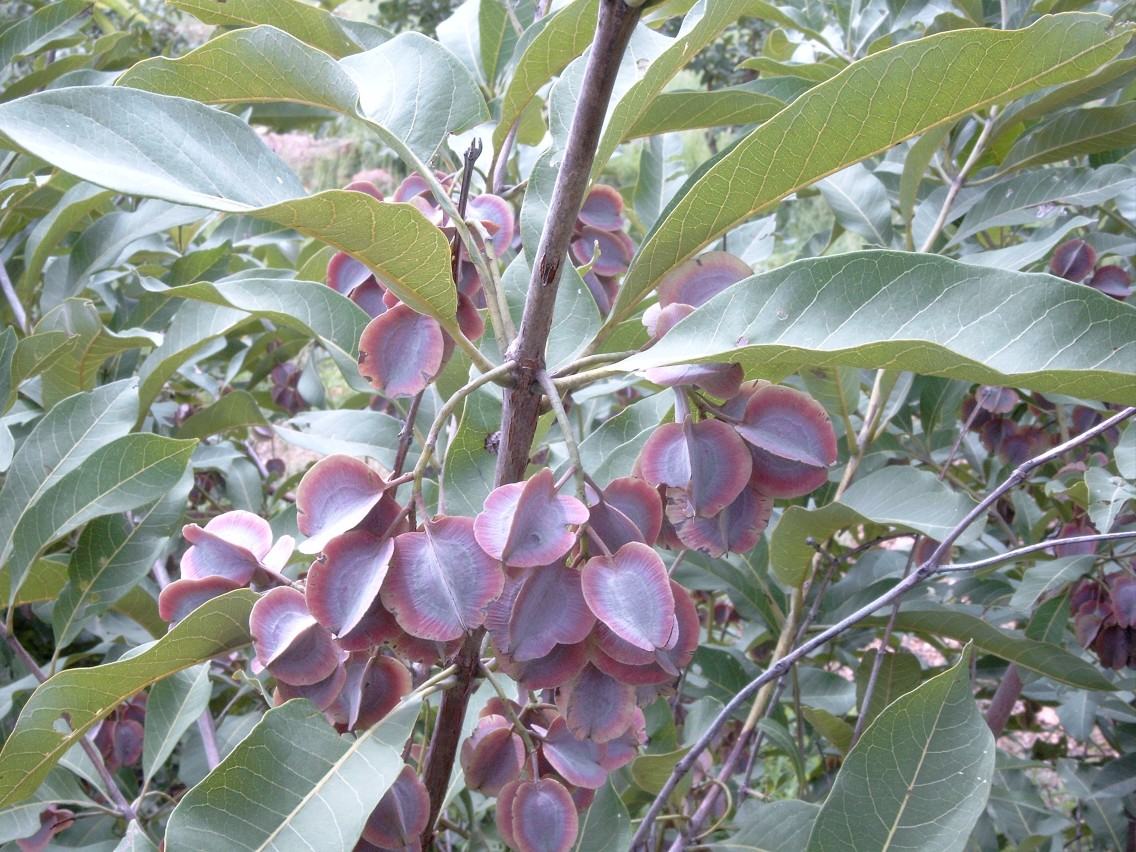
Combretum collinum
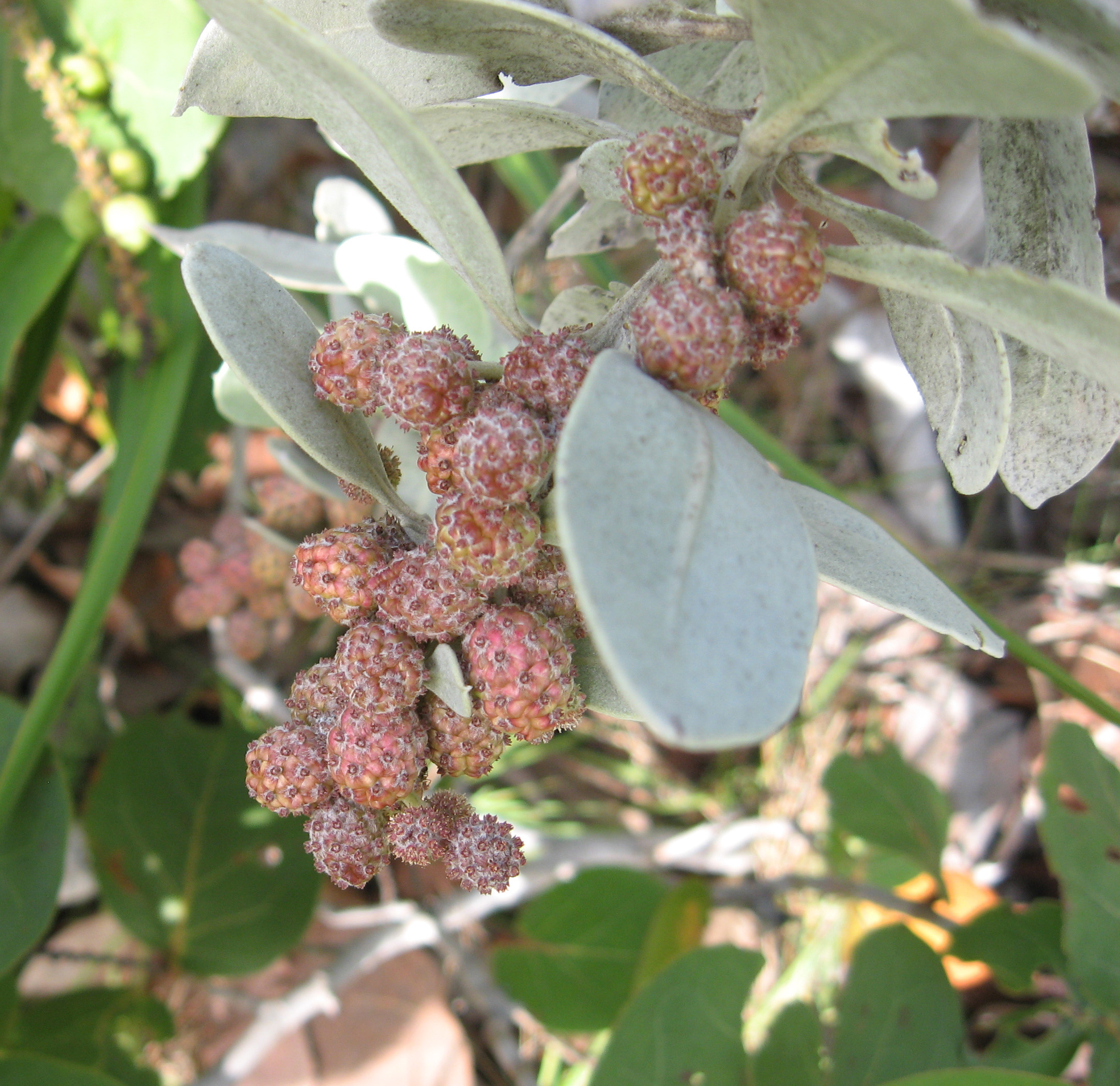
Conocarpus erectus
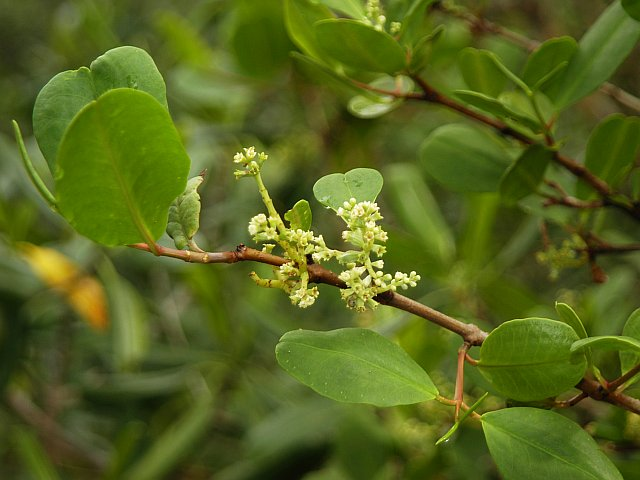
Laguncularia racemosa
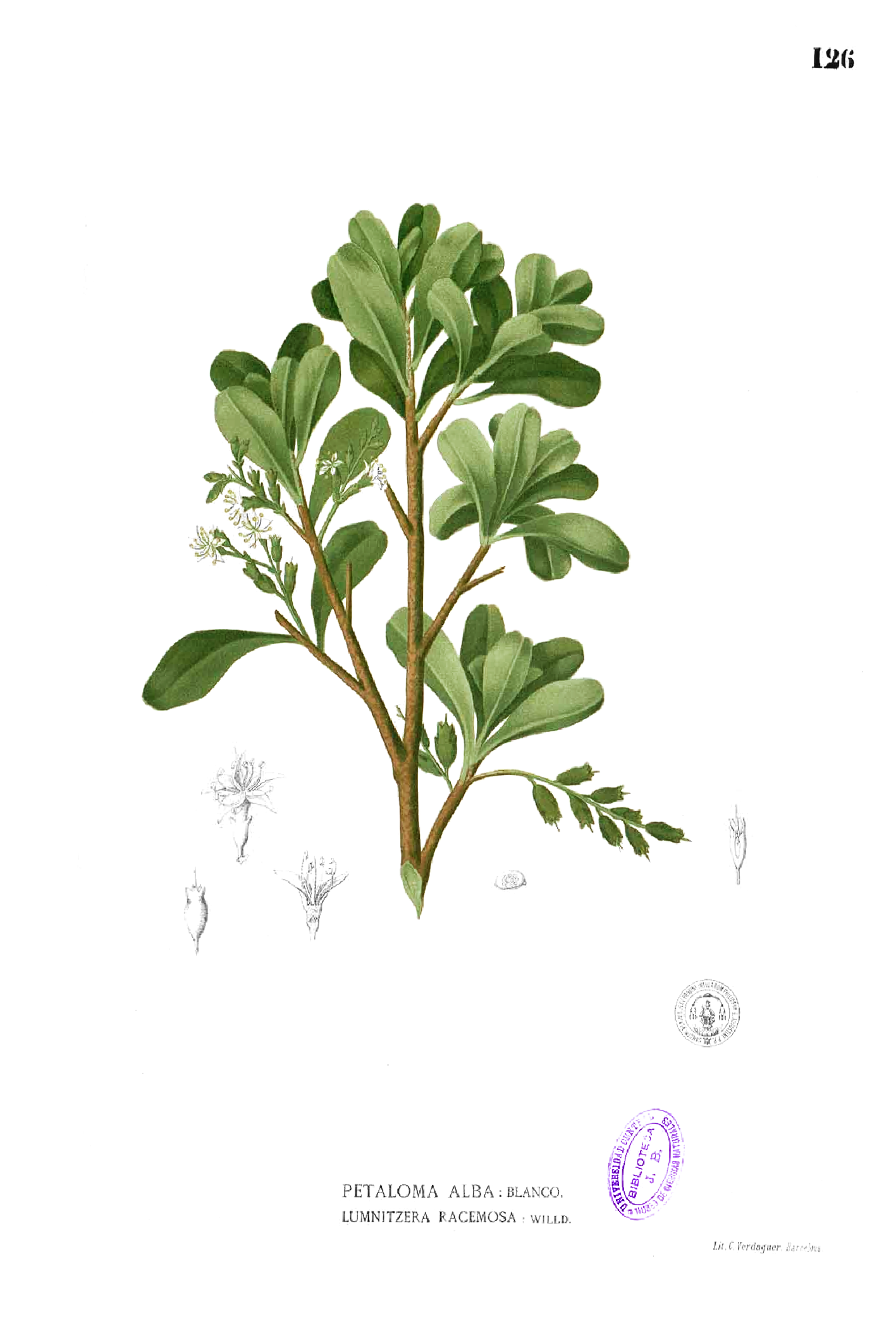
Lumnitzera racemosa
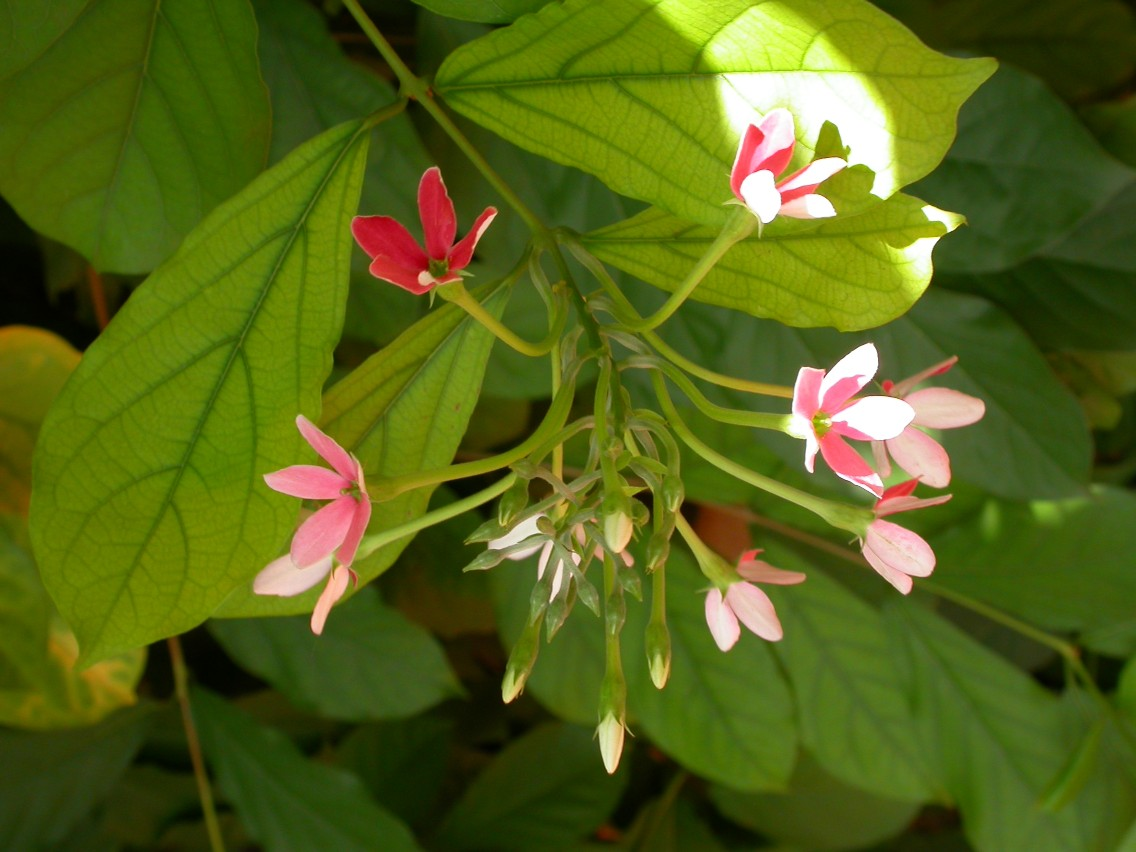
Quisqualis indica